# Newman Samuel
Newman Samuel (ur. 9 września 1880 w Saint Louis, zm. 30 maja 1944 w Chicago) – amerykański pływak, uczestnik igrzysk olimpijskich w Saint Louis w 1904.

## Występy na igrzyskach olimpijskich
Samuel wystartował tylko raz na igrzyskach olimpijskich w 1904 r. Wziął udział w zmaganiach w skokach do wody na odległość. Zmagania skoczków miały miejsce 5 września 1904 r. Udział wzięło 5 zawodników (wszyscy byli Amerykanami). Samuel z wynikiem 16,76 m zajął 4. miejsce.